# Denis Fournier
Denis Fournier (* 14. Februar 1954 in Montpellier) ist ein französischer Jazz- und Improvisationsmusiker (Schlagzeug, Komposition).

## Wirken
Fournier hörte als Jugendlicher Robert Wyatt, Jimi Hendrix, aber auch Charlie Parker. Autodidaktisch lernte er Schlagzeug, spielte zunächst auf Musette-Bällen und begleitete Vince Taylor. In der Mitte der 1970er Jahre gründete er Jazz Action Montpellier mit Christian Lavigne, Joël Benassayat, Alain Joule und Bernadette Meyer. Mit seiner ersten Band Paysage de fantaisie ging er auf Tournee, um dann mit Mama Béa Tekielski, Roger Guérin und Georges Arvanitas zu arbeiten. In den 1980er Jahren bildete er ein erstes Trio mit Michel Bismut und Patrick Torréglosa, spielte in der Formation von Michel Roque (mit Siegfried Kessler, Michel Olive und Philippe Lacarrière) und veröffentlichte gemeinsam mit Patrick Chénière die erste Platte von Général Alcazar. Weiterhin spielte er im Duo mit Claude Barthélémy und später mit Jean-Marc Padovani. 
Fournier leitete später die Gruppen Concept, Denis Fournier 4tet+, Denis Fournier Trio, Paris Musette, Une Anche Passe sowie das Quintett Watershed, mit dem 2011 das gleichnamige Album bei RogueArt entstand. In Chicago gründete er seine Band Escape Lane mit Jeff Parker, Marquis Hill, Joachim Florent und Ari Brown. 2023 entstand sein Soloalbum Je suis caché sous ma peau.